# Prvenstvo Splitskog nogometnog podsaveza 1927.

## Proljetno prvenstvo 1927.
Proljetno prvenstvo je započelo 13. ožujka 1927, a završeno je 3. travnja 1927.
I župa Split
| Poredak | Klub         | Utakmica | Pobjeda | Neodlučeno | Poraza | Postigli golova | Primili golova | Gol-razlika | Bodova |
| ------- | ------------ | -------- | ------- | ---------- | ------ | --------------- | -------------- | ----------- | ------ |
| 1.      | Hajduk       | 3        | 3       | 0          | 0      | 15              | 1              | +14         | 6      |
| 2.      | Aurora Split | 3        | 2       | 0          | 1      | 6               | 5              | +1          | 4      |
| 3.      | Borac Split  | 3        | 1       | 0          | 2      | 6               | 11             | -5          | 2      |
| 4.      | Amater Split | 3        | 0       | 0          | 3      | 1               | 10             | -9          | 0      |

14.04.1927.
Finale I i II župe:
Hajduk - Komita Omiš 6:0

Finale provincije:
Jug (Dubrovnik) - Lovćen Cetinje 2:0

Finale SNP:
Hajduk Split - Jug Dubrovnik 6:0

## Jesensko prvenstvo 1927.
Jesensko prvenstvo SNP počelo je 30. listopada 1927.
I župa Split
| Poredak | Klub            | Utakmica | Pobjeda | Neodlučeno | Poraza | Postigli golova | Primili golova | Gol-razlika | Bodova |
| ------- | --------------- | -------- | ------- | ---------- | ------ | --------------- | -------------- | ----------- | ------ |
| 1.      | Hajduk          | 4        | 4       | 0          | 0      | 34              | 0              | +34         | 8      |
| 2.      | Borac Split     | 3        | 2       | 0          | 1      | 16              | 3              | +13         | 4      |
| 2.      | Komita Omiš     | 2        | 0       | 0          | 2      | 0               | 15             | -15         | 0      |
| 4.      | HAŠK Split      | 2        | 0       | 0          | 2      | 0               | 28             | -28         | 0      |
| 5.      | Dalmacija Split | 1        | 0       | 0          | 1      | 0               | 4              | -4          | 0      |

Tablica je za sada nepotpuna, treba pronaći nedostajuće podatke (da li su preostale utakmice uopće odigrane?) od datuma 25.11.1927. pa do kraja godine.
- U drugim župama prvenstva nisu dovršena, pa je Hajduk proglašen za prvaka Splitskog nogometnog podsaveza.

| Prvenstva Splitskog nogometnog podsaveza | Prvenstva Splitskog nogometnog podsaveza |
| --- | ---------------------------------------- |
| |                                          |
| 1920. • 1920./21. • 1921. • 1921./22. • 1922./23. • 1924. • 1924./25. • 1925. • 1926. • 1927. • 1928. • 1929. • 1930. • 1931. • 1932. • 1933. • 1935. • 1936. • 1937. • 1937./38. • 1938./39. • 1939./40. • 1940./41. • |                                          |

| Prvenstva Splitskog nogometnog podsaveza | Prvenstva Splitskog nogometnog podsaveza |
| --- | ---------------------------------------- |
| |                                          |
| 1920. • 1920./21. • 1921. • 1921./22. • 1922./23. • 1924. • 1924./25. • 1925. • 1926. • 1927. • 1928. • 1929. • 1930. • 1931. • 1932. • 1933. • 1935. • 1936. • 1937. • 1937./38. • 1938./39. • 1939./40. • 1940./41. • |                                          |